# Petrol
Petrol je slovensko trgovsko podjetje z naftnimi derivati, plinom in ostalimi energenti. Približno 20 odstotkov prihodka pa si družba ustvari pri trgovanju z blagom za široko porabo in s storitvami. 
Podjetje je bilo ustanovljeno kot Jugopetrol Ljubljana aprila 1947; v Petrol se je preimenovalo marca 1953. Petrol je ob koncu leta 2014 zaposloval 4.068 ljudi (skupaj s franšiznimi bencinskimi servisi) in imel vsega skupaj 660 bencinskih servisov, od tega 314 v Sloveniji, 105 na Hrvaškem, 39 v Bosni, 9 v Črni Gori, 9 v Srbiji in 11 na Kosovu. Po številu bencinskih servisov je Petrolov tržni delež  v Sloveniji ocenjen na 58 odstotkov.
Mreža bencinskih servisov je dopolnjena še s 100 avtopralnicami, 98 bari, 31 hitrimi servisi Tip Stop in 7 avtomehaničnimi in vulkanizerskimi delavnicami.
Poleg blagovne znamke Petrol ima Skupina Petrol v lasti še blagovne znamke Petrol klub, Hip-Shop, Tip-Stop. 
Poslovanje v letu 2015 je zavzemalo naslednja področja:
- naftno trgovske dejavnosti (proizvodi iz nafte, dopolnilnega asortimana in storitev)
- prodaja in distribucija plina,
- proizvodnja, prodaja in distribucija električne in toplotne energije,
- okoljske dejavnosti,
- učinkovite rabe energije.

V Skupino Petrol spada matično podjetje Petrol, 21 odvisnih podjetij ter 10 skupaj obvladovanih in pridruženih podjetij.

## Glavna področja delovanja in storitve
Naftni proizvodi

Trgovanje z naftnimi proizvodi predstavlja Petrolovo osrednjo poslovno dejavnost. S prodajo naftnih proizvodov Petrol v povprečju ustvari okrog 80 odstotkov celotnih čistih prihodkov brez trošarin. 

Blago za široko porabo in storitve

Trgovanje z blagom za široko porabo in storitvami predstavlja sestavni del Petrolove osrednje poslovne dejavnosti. S prodajo blaga za široko porabo in storitvami Petrol v povprečju ustvarja nekaj manj kot 20 odstotkov celotnih čistih prihodkov brez trošarin.

Zemeljski in utekočinjeni naftni plin

Na področje plinske energije, ki je dolgoročno zanimiva alternativa tradicionalnim virom ogrevanja, je Petrol pričel resneje posegati leta 1998. Gradnja omrežij, distribucija in trženje plina tako predstavljajo sestavni del Petrolove oskrbe z energenti.

Električna energija

Področje električne energije je mesto v portfelju Petrolovih dejavnosti dobilo v letu 2001. Gre  za logično nadgrajevanje obstoječe ponudbe energentov oziroma za zagotavljanje celovite energetske oskrbe.

Ekološki projekti

Petrolova ekološka dejavnost vključuje izgradnjo in upravljanje naprav za čiščenje komunalnih odpadnih voda. Gre za področje, ki je po vsebini in načinu delovanja povsem skladno z energetiko.

## Nagrade in priznanja
- 1993: Valvasorjevo priznanje za denarno podporo nadaljevanju del za novogradnjo Narodne galerije v Ljubljani[1]